# NGC 6756
NGC 6756 هي مجرة تتبع كوكبة العقاب. اكتشفها ويليام هيرشل في 21 أغسطس 1791.

## روابط خارجية
- NGC 6756 على موقع ويكي سكاي: DSS2, SDSS, GALEX, IRAS, Hydrogen α, X-Ray, Astrophoto, Sky Map, Articles and images